# OLDIES BUT Good-Buy!
『OLDIES BUT Good-Buy!』は、1986年11月21日に発売された、THE GOOD-BYEの1枚目のベストアルバムである。

## 概要
自身初となるベストアルバム。

## 収録曲

### LP
☆はアルバム初収録、☆☆はシングルバージョン初収録。
- SIDE A

1. YES! YES!! YES!!!☆
2. REAL ME
作詞・作曲:野村義男／編曲:THE GOOD-BYE
  - 新曲
3. TWO NIGHTS☆
4. 摩訶　WHO SEE　議（PLAY OUT VERSION）☆
5. ANOTHER WORLD (Short Ver.)
6. 僕色に染めて（SLOW VER.）

- SIDE B

1. DANCE × 3☆
2. 涙のティーンエイジブルース☆☆
3. モダンボーイ狂想曲（ラプソディー）☆☆
4. にくめないのがニクイのサ☆☆
5. YOU惑-MAY惑☆☆
6. とLOVEるジェネレーション☆☆
7. LOVE AGAIN☆
8. Good-Byeのテーマ
  - 『SONG BOOK』収録のものにオリジナルVer.をリミックスしたもの。

### CD
1. YES! TES!! YES!!!
2. REAL ME
3. TWO NIGHTS
4. 摩詞 WHO SEE 議 (PLAY OUT Ver.）
5. ANOTHER WORLD (Short Ver.)
6. 僕色に染めて (Slow Ver.)
7. 気まぐれ One Way Boy☆☆
8. DANCE × 3
9. 涙のティーンエイジブルース
10. モダンボーイ狂想曲（ラプソディー）
11. にくめないのがニクイのサ
12. 気分モヤモヤ サラサラ チクチク
13. YOU惑-MAY惑
14. とLOVEるジェネレーション
15. LOVE AGAIN
16. Good-Byeのテーマ